# 别科沃 (奔萨州)

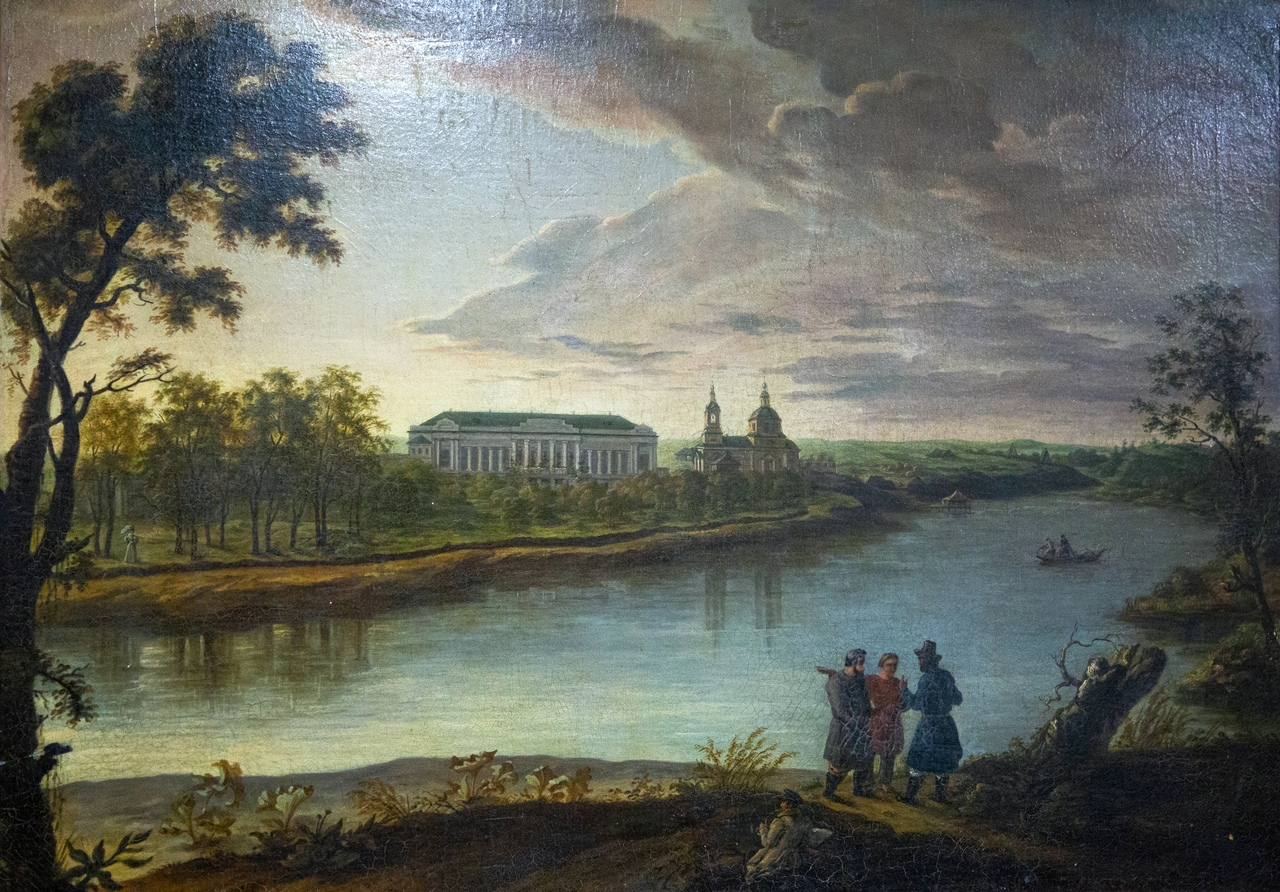
19世纪上半叶的别科沃村

别科沃（羅馬化：Bekovo）是俄罗斯奔萨州的市级镇、别科沃区行政中心及规模最大聚居地，地处奔萨州西南部，位于顿河流域霍皮奥尔河畔，在州府奔萨西南方，靠近该州与萨拉托夫州的州界。设有同名铁路车站。
17世纪首次提及，称奥焦雷（Озёры）。该地2022年人口有6,025人；2010年人口6,941；2002年人口6,891；1989年人口7,311。